# Музей цивілізацій Європи і Середземномор'я
Музей цивілізацій Європи і Середземномор'я (фр. Musée des Civilisations de l'Europe et de la Méditerranée (MuCEM)) — національний музей у Марселі, Франція. Експозиція музею присвячена життю і культурі народів Середземномор'я. Відкритий 7 червня 2013 року.

## Історія
Перший камінь майбутнього музею було закладено в 2009 році французьким міністром культури Фредеріко Міттераном у 2009 році.

## Галерея

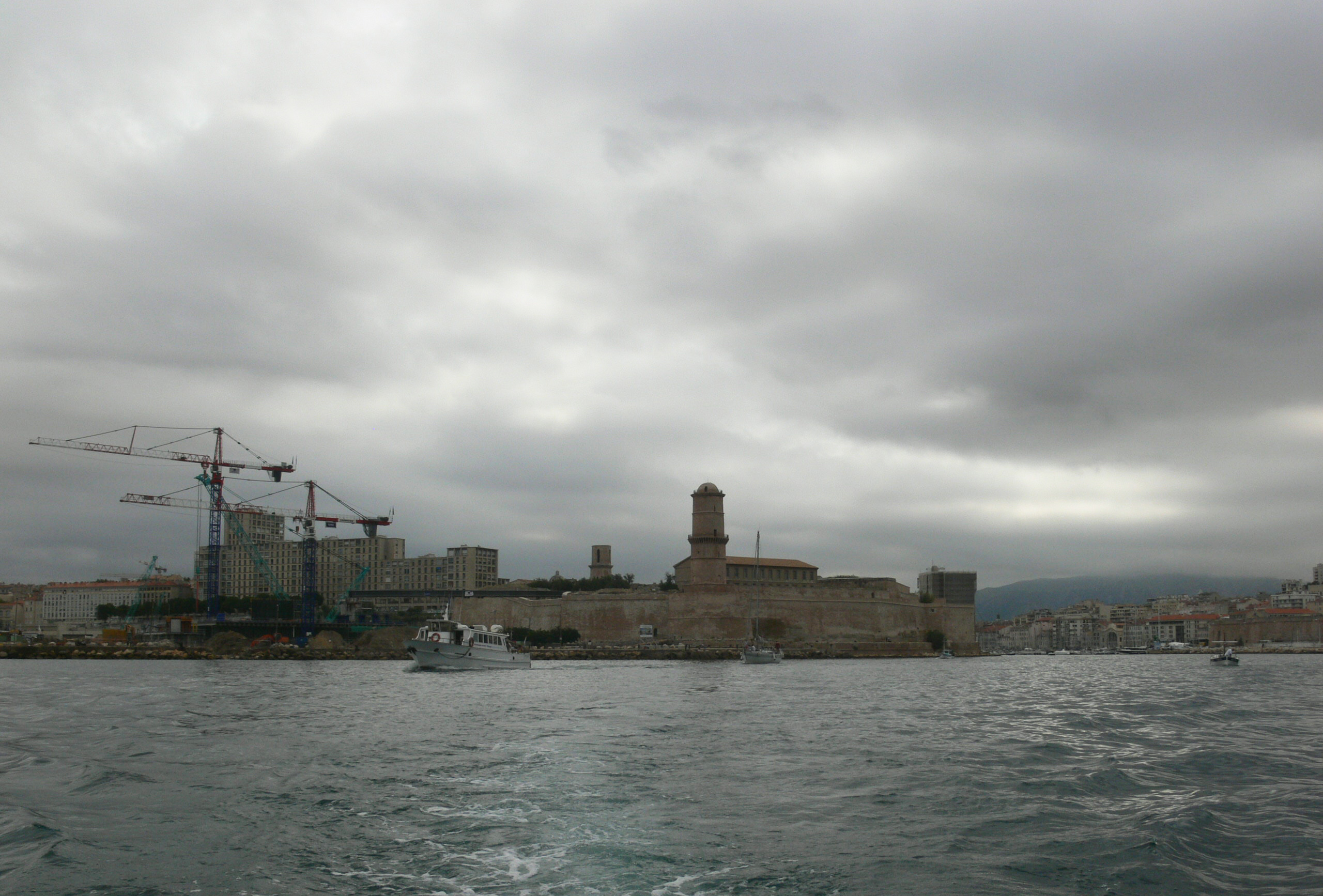
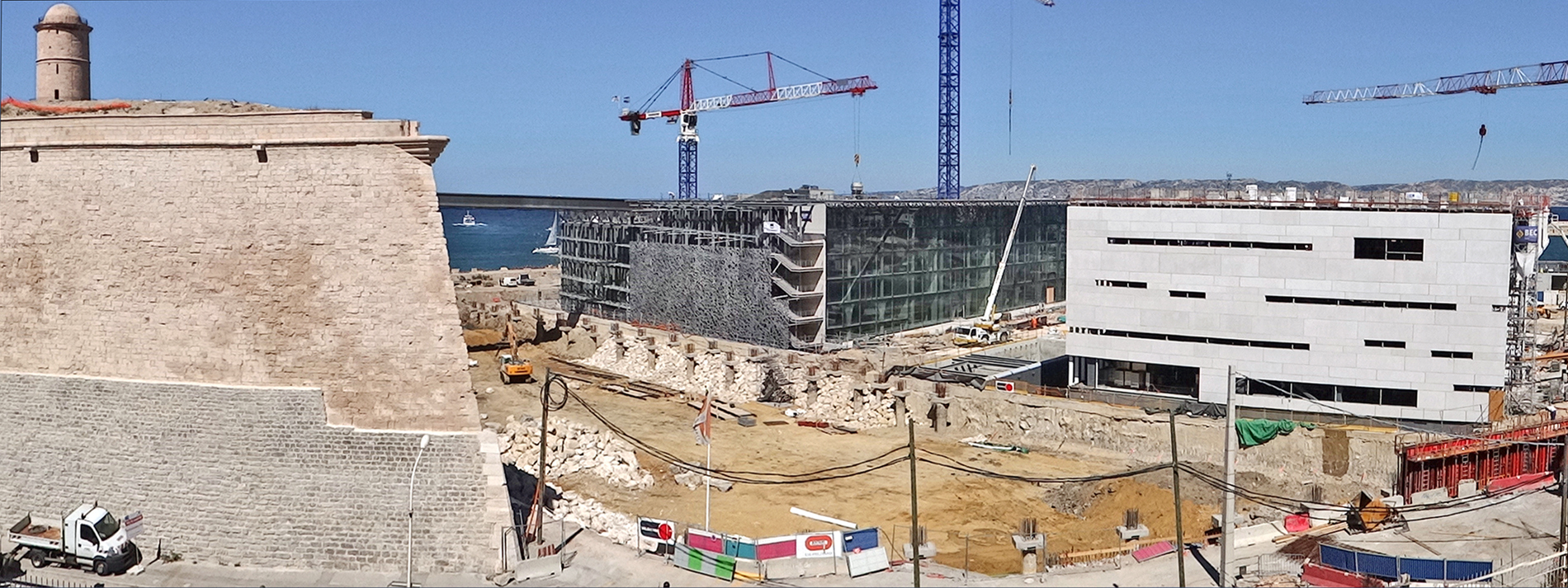
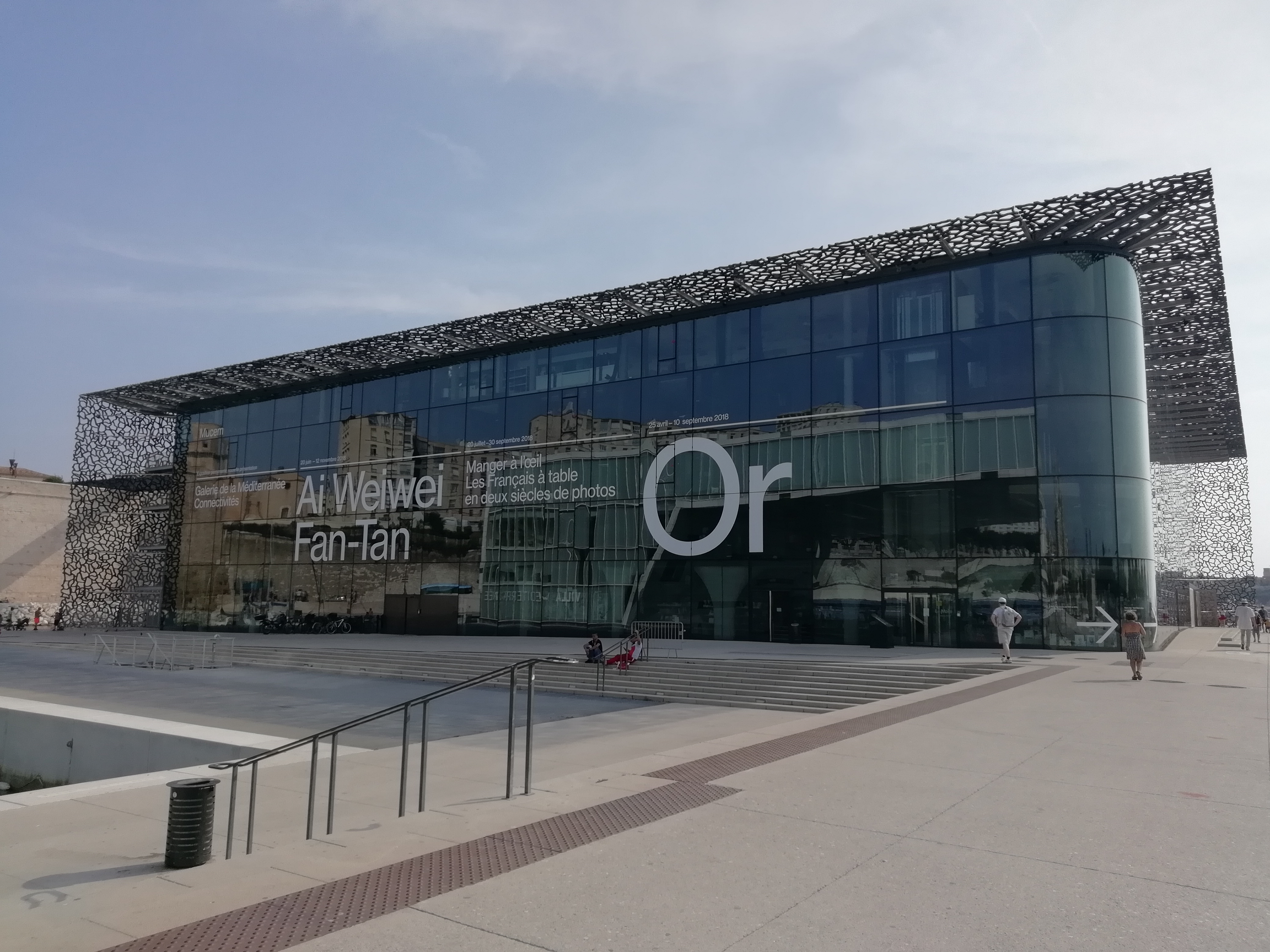
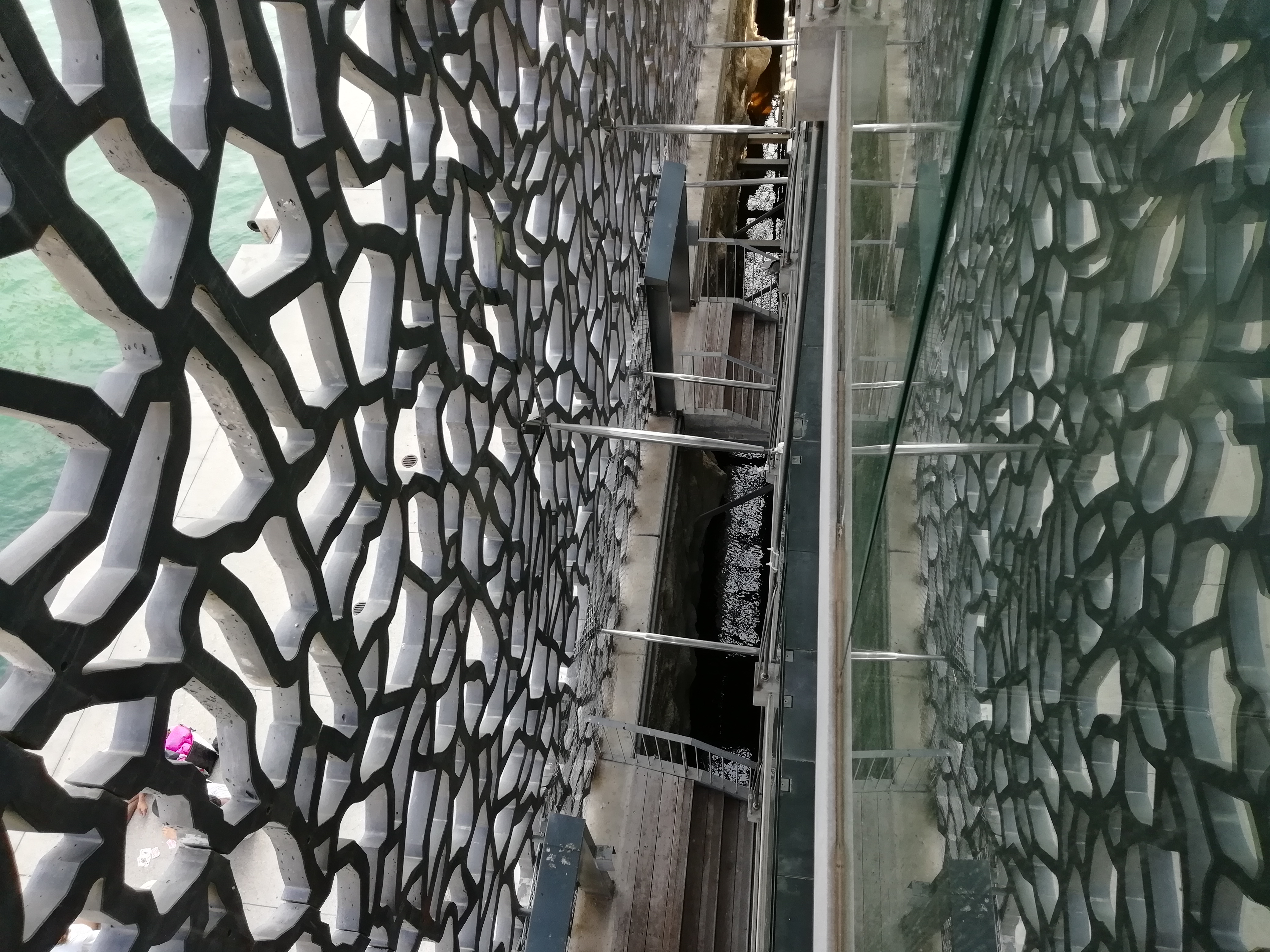
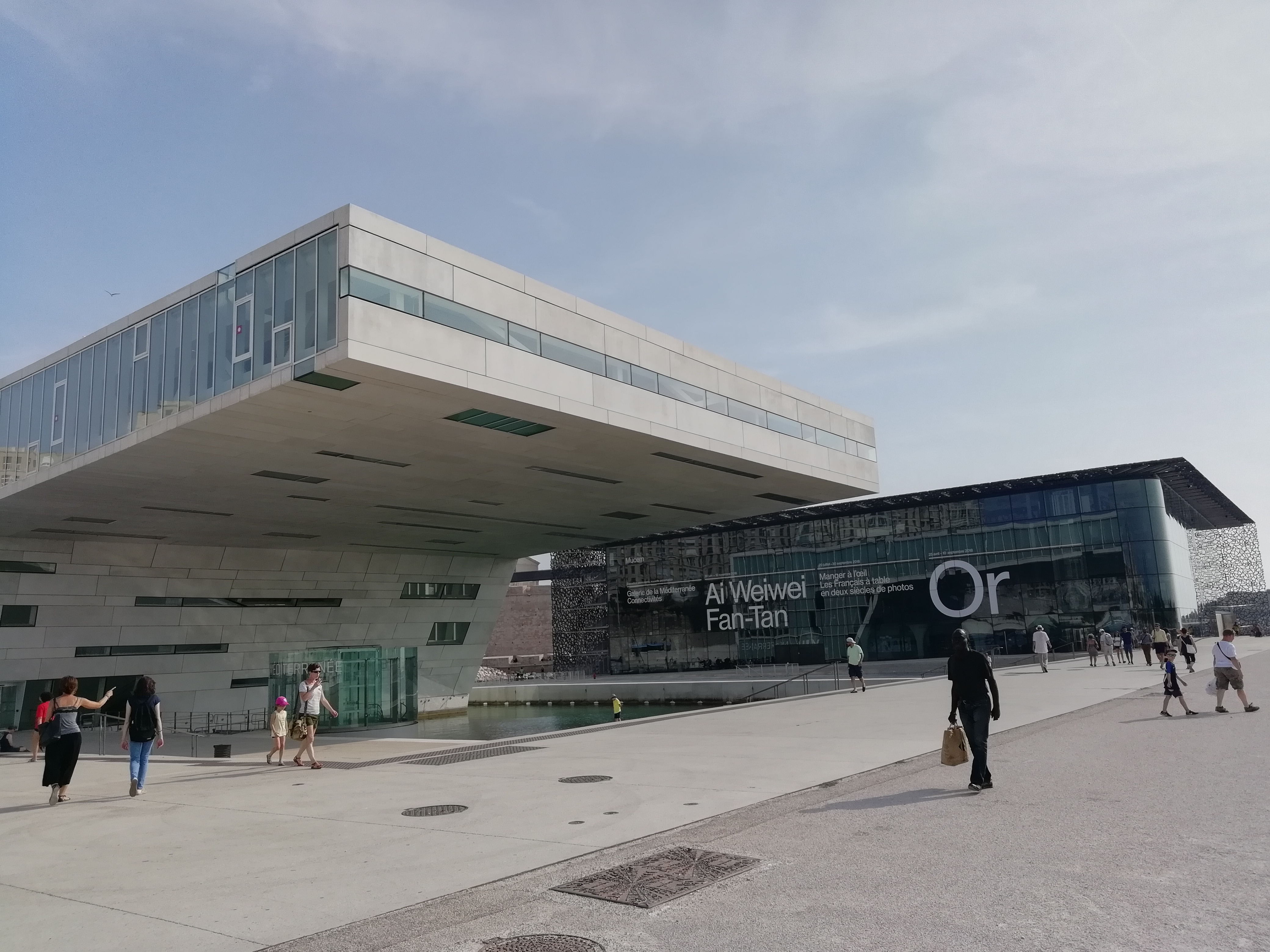

## Ресурси Інтернету
- Вікісховище має мультимедійні дані за темою: Музей цивілізацій Європи і Середземномор'я
- Офіційний сайт (фр.) (англ.) (нім.) (ісп.) (італ.) (яп.) (кит.) (порт.) (рос.)
- Офіційна сторінка музею [Архівовано 15 квітня 2017 у Wayback Machine.] на Instagram